# Ach du lieber Harry

Logo du film

Ach du lieber Harry est un film allemand réalisé par Jean Girault, sorti en 1981.

## Fiche technique
- Réalisation : Jean Girault
- Pays :  Allemagne de l'Ouest
- Année : 1981

## Distribution
- Dieter Hallervorden : Harry App
- Iris Berben : Jane
- Jacques Marin : Hochwürden Harry
- Manfred Lehmann : Pater Benno
- Lisa Helwig : Anni Rose
- Karl Sibold : Hoteldirektor
- Volker Prechtel : Etagenkellner
- Josef Moosholzer : Schaffner
- Nino Korda : Castello